# هاري دبليو. ستار
هاري دبليو. ستار هو سياسي أمريكي، ولد في 1 فبراير 1879، وتوفي في 20 يونيو 1934. نشط حزبياً في الحزب الجمهوري. وقد انتخب عضو مجلس ولاية إلينوي ‏.